# Johannes Glasneck
Johannes Glasneck (* 22. Februar 1928 in Hirschberg, Schlesien; † 30. April 2009) war ein deutscher Historiker.

## Leben
Glasneck studierte Geschichte und Germanistik. Mit einer Arbeit über Die imperialistischen Großmächte und die Türkei am Vorabend und während des zweiten Weltkrieges promovierte er 1964 an der Martin-Luther-Universität Halle-Wittenberg zum Dr. phil. Ab 1970 lehrte er als Dozent für Geschichte der neuesten Zeit und Außereuropäische Geschichte an der Universität Halle. Seine Promotion B zum Dr. sc. phil. erfolgte 1972 aufgrund der Schrift Zur Dialektik des Kampfes zwischen nationaler Befreiung und Imperialismus in der neuesten Geschichte des Nahen Ostens. Glasneck wurde 1978 zum außerordentlichen Professor ernannt. Er trat 1991 in den Ruhestand.
Seine Forschungsgebiete erstrecken sich auf die Geschichte der internationalen Beziehungen und die neuere Geschichte des Nahen Ostens.

## Schriften (Auswahl)
- mit Inge Kircheisen: Türkei und Afghanistan, Brennpunkte der Orientpolitik im Zweiten Weltkrieg. Berlin 1968, OCLC 574188346.
- mit Angelika Timm: Israel. Die Geschichte des Staates seit seiner Gründung. Bouvier, Bonn 1998 (1994), ISBN 3-416-02753-1.
- Léon Blum – Republikaner und Sozialist. Frankfurt am Main 2003, ISBN 3-631-39887-5.
- Kemal Atatürk und die moderne Türkei. Ahriman, Freiburg im Breisgau 2010, ISBN 978-3-89484-608-4.